# Shepenupet II
| G14 | D4 · M36 | N5 · t | F35 | F35 | F35 |

| G14 | D4 · M36 | N5 · t | F35 | F35 | F35 |

| R8 | N14 · t | N37 · p · Z9 | F13 | p · t |

| R8 | N14 · t | N37 · p · Z9 | F13 | p · t |

Shepenupet II o Shepenuepet II (Henutneferumut Irietre) fue una antigua princesa egipcia de la dinastía XXV que sirvió como suma sacerdotisa, Divina Adoratriz de Amón, desde alrededor del 700 a. C. hasta el 650 a. C. Era hija del primer faraón kushita Piye y hermana de los sucesores de Piye, Shabaka y Taharca.

## Biografía
Shepenupet II fue adoptada por su predecesora en el cargo, Amenirdis I, hermana de Piye. Shepenupet fue la Esposa del dios Amón desde el comienzo del reinado de Taharqo hasta el año 9 del faraón Psamético I. Mientras estaba en el cargo, tuvo que llegar a un acuerdo para compartir el poder con el alcalde de Tebas, Mentuemhat, Cuarto Servidor del Dios. En esa época, los dos dominaron el Alto Egipto.
Su sobrina, Amenardis II, hija de Taharca, fue nombrada su heredera. Shepenupet se vio obligada a adoptar a Nitocris, hija del faraón Psamético I, quien reunificó Egipto después de la conquista asiria. Esto es evidenciado en la llamada Estela de la Adopción de Nitocris. En 656 a. C., en el año 9 del reinado de Psamético I, recibió a Nitocris en Tebas.
Su capilla funeraria se encuentra en el complejo templario de Medinet Habu. Amenirdis II la sucedió como Divina Adoratriz, y a esta la sucedería Nitocris I.
A partir del 670 compartió la función con Amenardis II, luego en marzo de 656 con Nitocris I, hija de Psammétique I (664-610, XXVI dinastía) que se vio obligada a elegir para asumir sus funciones de sacristán, bajo la presión de la El nuevo dueño del país decidió hacer valer sus influencias. Su capilla funeraria se encuentra en el templo de Medineh Habu. Está asociado en la decoración e inscripciones de varias capillas osirianas en el recinto de Karnak.

## Galería

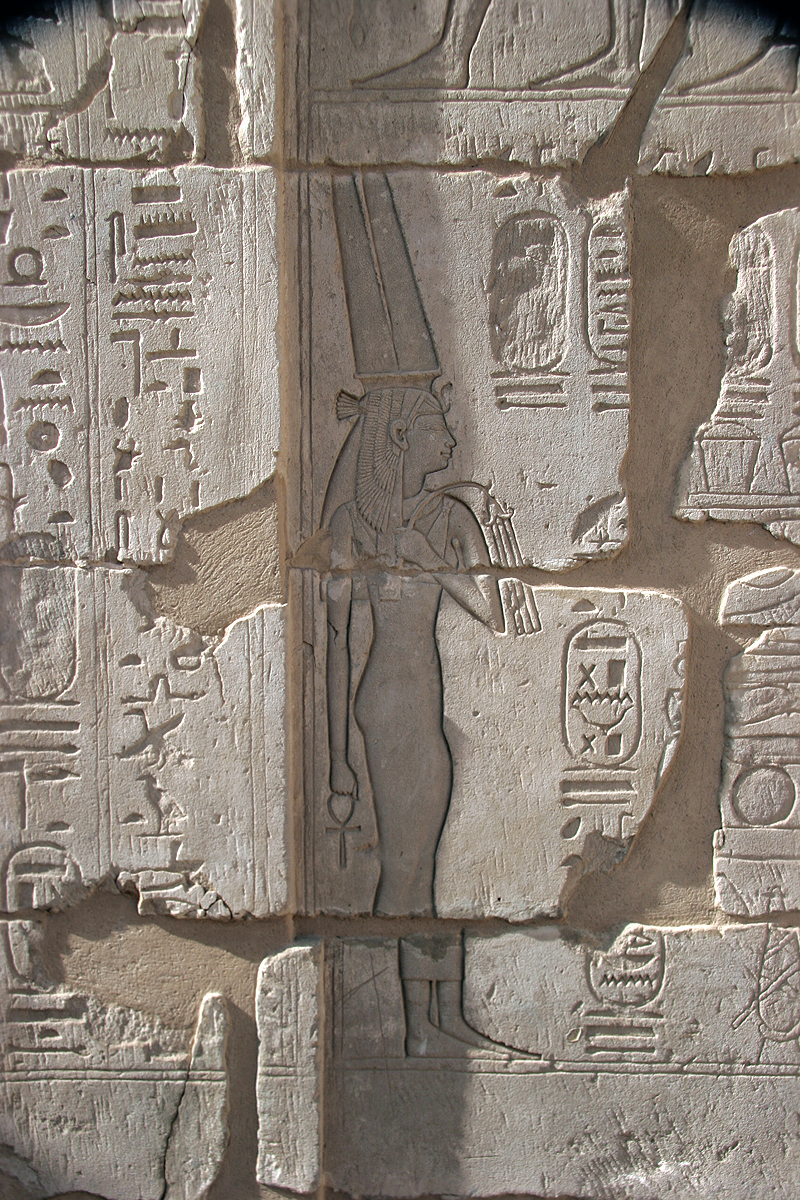
Shepenupet II en Medinet Habu
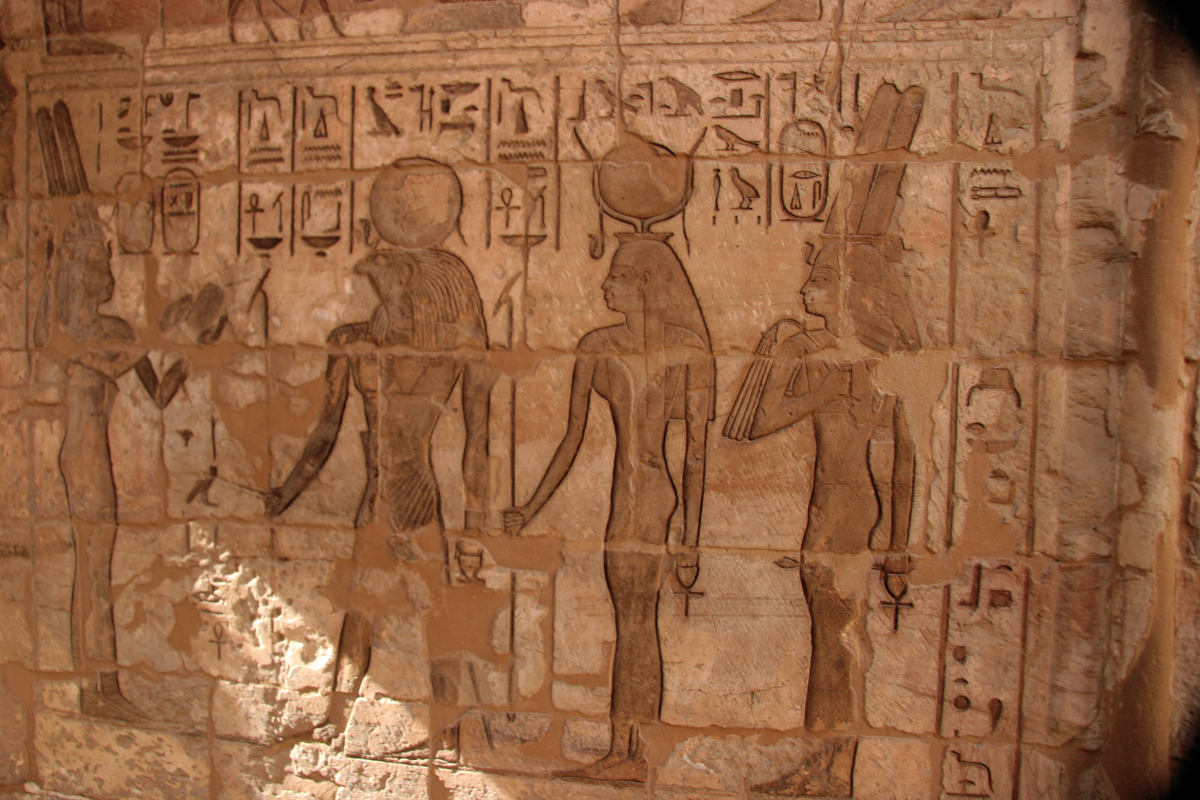
Shepenupet II y Amenirdis II en Medinet Habu
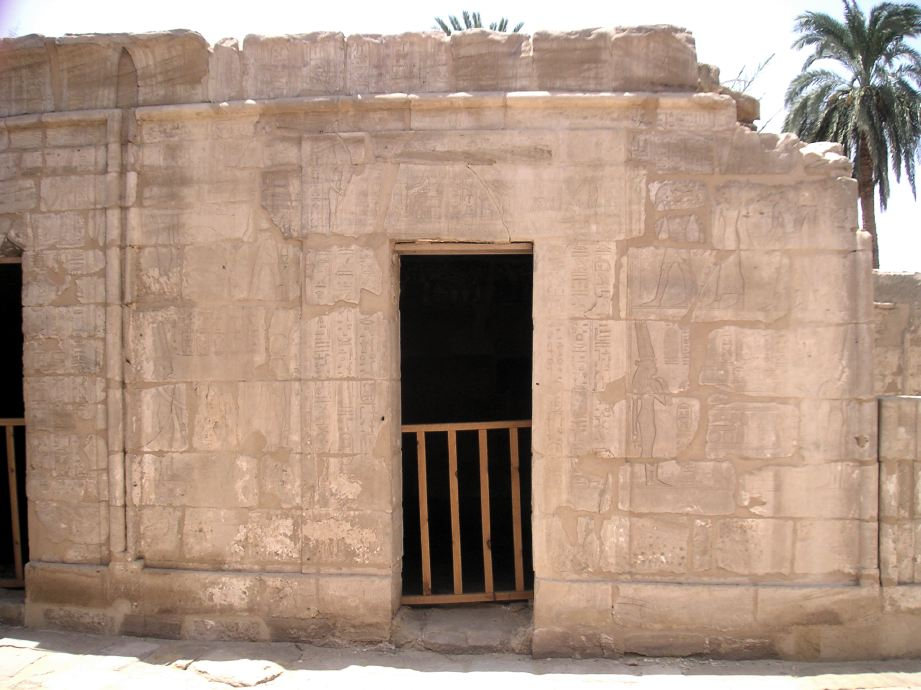
Capilla de Shepenupet en Medinet Habu
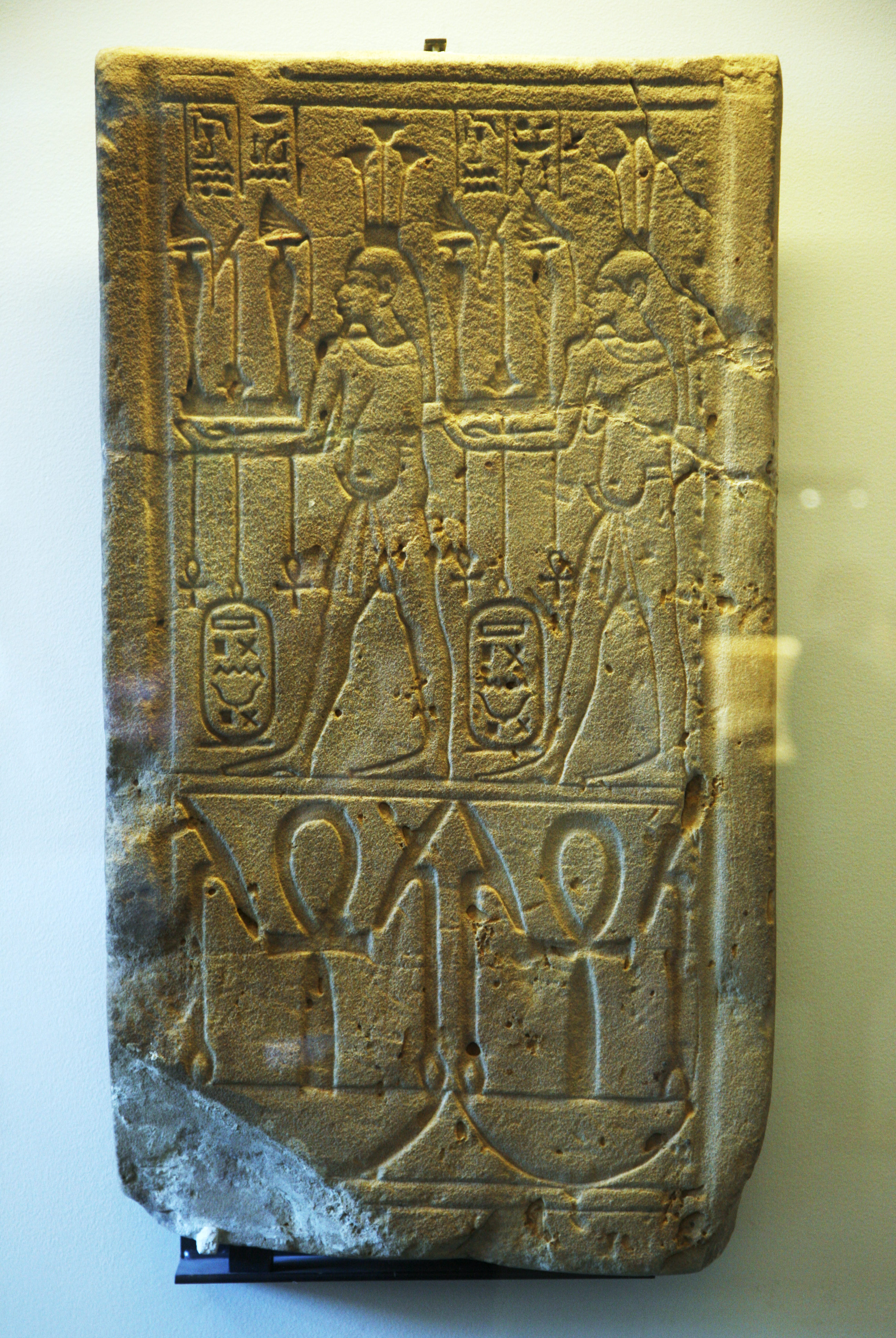
Cartucho de Shepenupet
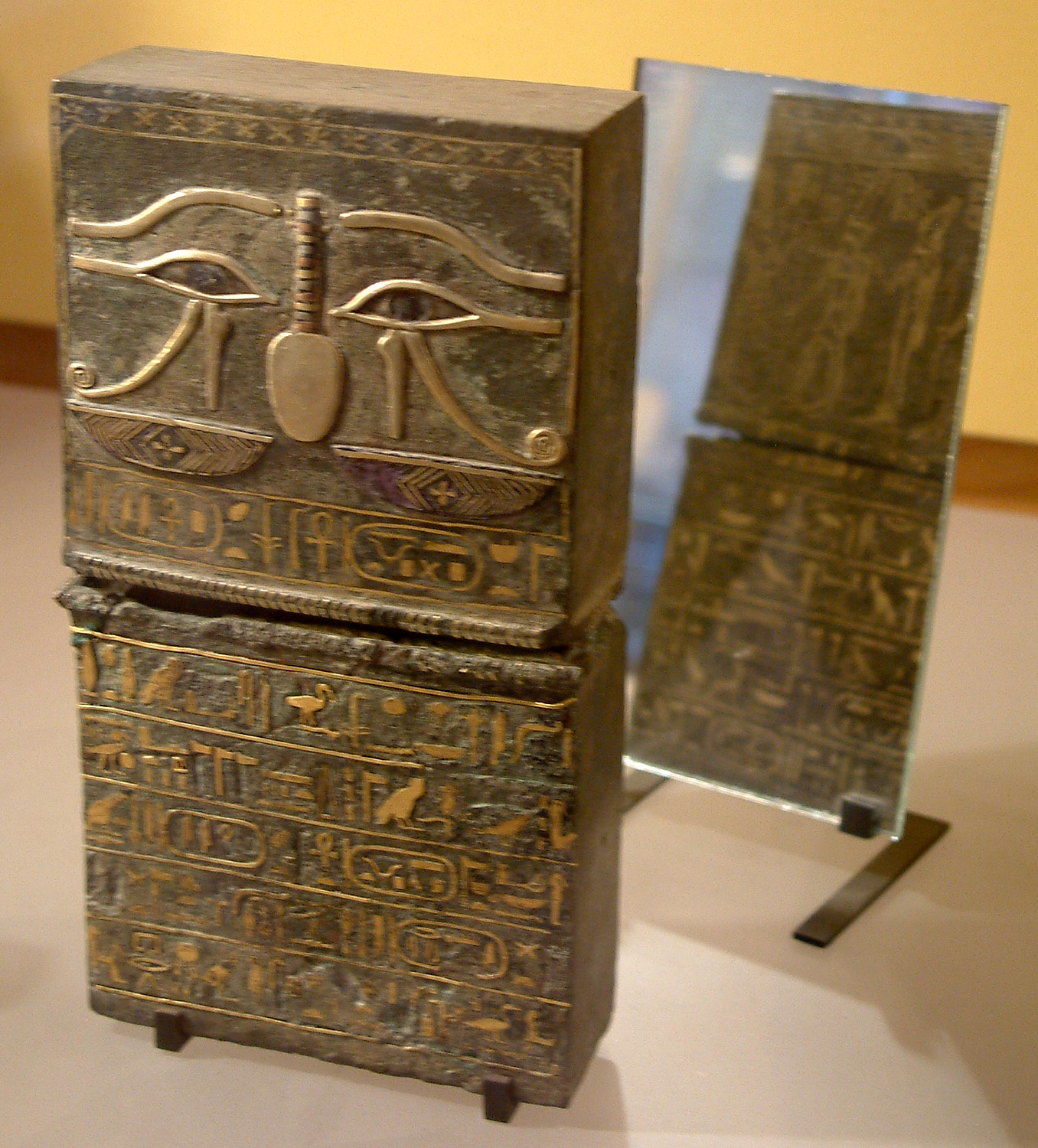
Cofre con el nombre de Shepenupet
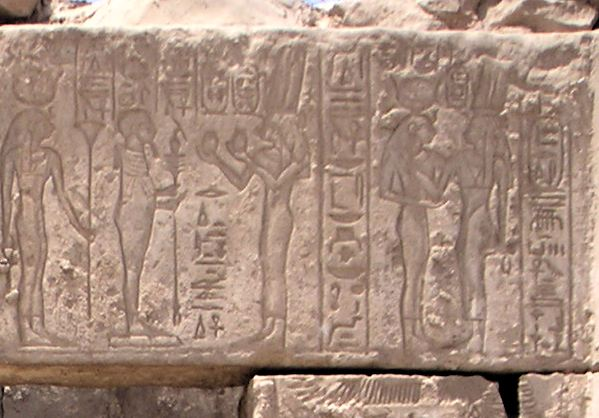
Shepenupet y Amenirdis II

| Predecesora: Amenardis I | Esposa del dios Amón c. 700 a. C. – 650 a. C. | Sucesora: Amenardis II |

| Predecesora: Amenardis I | Divina Adoratriz de Amón | Sucesora: Nitocris I |